# Děmjanský štít
Děmjanský štít (německy: Demjanskschild) byl německý válečný odznak udílený vojákům Waffen-SS a Wehrmachtu za druhé světové války. Byl schválen německým kancléřem a vůdcem Adolfem Hitlerem dne 25. dubna roku 1943 a bylo uděleno přibližně 100 000 kusů tohoto vyznamenání.
Štít o velikosti 51x92 mm byl ražen nejprve ze stříbrného a později z matného zinku. Byl nošen v horní části levého rukávu. Udělování tohoto vyznamenání bylo zastaveno na začátku července roku 1944. Podle německého zákona o užívání titulů a nošení řádů a vyznamenání z 26. července roku 1957 bylo povoleno nosit Děmjanský štít na území Spolkové republiky Německo bez nacistických symbolů.

## Požadavky na udělení
- Účast v bojích v Děmjanském kotli během roku 1942
  - Odsloužit 60 dní bojů v kotli
  - Být raněn v boji v kotli
  - Obdržet vyznamenání za statečnost během bojů v kotli
  - Odsloužit 50 leteckých misí nad oblastí kotle (Pro příslušníky Luftwaffe)